# IEEE 802.6
IEEE 802.6（あいとりぷるいーはちまるにこんまろく）は、T1あるいは、T3、SONET、E3といった既存のネットワークを利用してMAN(Metropolitan Area Network)を構成する際の、DQDB(Distributed Queue and Dual Bus)層プロトコルの標準化を目的としてIEEE 802委員会に設置されたワーキング・グループ。
「上り方向」と「下り方向」に別々の回線を設置し、それを複数のノードが共有して全二重通信を行う。トポロジーはバス型、あるいは、ループ型のいずれかである。
| スタブアイコン | サブスタブ | この項目は、まだ閲覧者の調べものの参照としては役立たない、コンピュータに関連した書きかけの項目です。この項目を加筆・訂正などしてくださる協力者を求めています（P:コンピュータ）。 |